# Israelenses

distribuição dos israelitas

Um Israelita (português europeu) ou israelense (português brasileiro) (em hebraico: ישראלי; romaniz.: Israeli, plur. Israelim) é um cidadão do moderno Estado de Israel, independentemente da sua origem étnica ou credo religioso. O Estado de Israel compreende principalmente judeus, árabes (muçulmanos e cristãos), assim como drusos, circassianos, e outros.
Atualmente, vive em Israel uma população de mais de 9,8 milhões de habitantes, a grande maioria é urbana, e a área mais povoada é o centro do país. Há pelo menos outros meio milhão de cidadãos de Israel vivendo no exterior.
Entre os cidadãos de origem judaica, há uma enorme diversidade de origens étnicas e procedências, sendo hoje a maioria já de sabras (nascidos em Israel), mais de 73%. Os outros tendem a identificar-se como ashkenazim, sefaradim ou mizrahim. O hebraico é o idioma dos judeus, e o árabe é a língua da minoria árabe; há ainda outros idiomas falados, principalmente entre os judeus que não são sabras e provém de uma infinidade de países, porém a tendência é o desaparecimento gradual dessas línguas minoritárias, que perdem espaço para o hebraico, que é a única língua usada no cotidiano dos judeus nascidos no país (a não ser os ultraortodoxos, que não reconhecem o Estado de Israel e conservam o uso do iídiche).